# Bezek Dębiński
Bezek Dębiński – wieś w Polsce położona w województwie lubelskim, w powiecie chełmskim, w gminie Siedliszcze.
| SIMC    | Nazwa     | Rodzaj    |
| ------- | --------- | --------- |
| 1026711 | Dębina    | część wsi |
| 1026786 | Minków    | część wsi |
| 1026792 | Pod Szosą | część wsi |

Wieś datowana w 1880 rok jako Bezek. Nazwa Bezek Dębiński obowiązuje od 1952 r.. W latach 1975–1998 miejscowość administracyjnie należała do województwa chełmskiego. 
Wieś jest sołectwem w gminie Siedliszcze. Według Narodowego Spisu Powszechnego (III 2011 r.) liczyła 105 mieszkańców i była dwudziestą co do wielkości miejscowością gminy.